# Ebrauc
Ebrauc (ou Ebraucus en latin, Efrawc en gallois, Ebrancus chez Jacques de Guyse) est un roi légendaire de l’île de Bretagne (actuelle Grande-Bretagne), dont l’« histoire » est rapportée par Geoffroy de Monmouth dans son Historia regum Britanniae (vers 1135). Il est le fils de Mempricius avant que celui-ci ne délaisse sa famille pour s’adonner à la sodomie.

## La légende
Ebrauc succède à son père Mempricius et règne 39 ans. Il est contemporain des rois David en Judée et Silvius Latinus en Italie et des prophètes d’Israël Gad, Nathan et Asaph. Ebrauc avait une haute taille et une grande force. Il est le premier depuis Brutus de Bretagne, le fondateur du royaume, à être allé en Gaule avec ses armées. Là, il massacre les Gaulois, saccage leurs villes et rentre avec un considérable butin d’or et d’argent. Il fonde les villes de Caerbrauc (cité d’Ebrauc) près de la Humber, d’Alclud en Albanie (Dunbarton), de Mont-Agned et de Mont-Douloureux. De ses 20 femmes, il a 20 fils et 30 filles. Les fils s’en vont conquérir la Germanie dont ils deviennent les maitres – seul Brutus au Vert Écu reste auprès de son père à qui il succédera - et les filles s’en vont en Italie sous le règne de Silvius Latinus où elles se marient à de nobles Troyens.

## Sources
- (en) Peter Bartrum, A Welsh classical dictionary: people in history and legend up to about A.D. 1000, Aberystwyth, National Library of Wales, 1993 (ISBN 9780907158738), EFROG ap MEMPYR. Fictitious king of Britain (1006-966 B.C.).
- Geoffroy de Monmouth, Histoire des rois de Bretagne, traduit et commenté par Laurence Mathey-Maille, Les Belles lettres, coll. « La Roue à livres », Paris, 2004,  (ISBN 2-251-33917-5).